# 傳送門系列角色列表
傳送門系列角色列表列出在Valve游戏作品《傳送門》和《傳送門2》中出现的角色。
以下部分译名为常用译名，部分为英文直译。

## 人类

### 雪儿
雪儿（英語：Chell）是《传送门》和《传送门2》（单人模式）中游戏的主角。她是一个从来不说话的“沉默的主角”，而且游戏中很少提及她的背景和身世。当GLaDOS评论她的时候，GLaDOS认为她是一个“可怕的人，甚至都不需要测试”。

### 道格·拉特曼
道格·拉特曼（英語：Doug Rattmann），通常也被称作“鼠人”，是《传送门》和《传送门2》中未露面的一个角色。他曾在光圈科学工作，当GLaDOS在设施中释放神经毒素时，他成功逃脱，成为为数不多的一个幸存者。他患有精神分裂症。在两部游戏中可以找到一些隐藏房间，这些房间的墙上都留有他的涂鸦和画作。他是漫画《Portal 2: Lab Rat》中的主人公。这部漫画由Valve发布，将传送门和传送门2的剧情相衔接。在GLaDOS疯狂释放神经毒气之前，他是光圈科学的一名科学家。 他很早之前就对计算机持怀疑态度，在逃出神经毒气之后，他始终藏在GLaDOS的视线之外，不知过了多久，他逐渐变得精神错乱。
通过《Lab Rat》漫画，可以知道道格·拉特曼认为雪儿性格固执，将其看作不合格的实验对象，并把她的名字移到了测试对象队列的第一位。在《传送门》中，他在实验室外面的墙面上涂鸦以警告雪儿，帮助她离开实验室并进入GLaDOS所在房间。在雪儿打败GLaDOS之后，他试图逃出设施，但是他看到雪儿被机械手拖回设施，并被放入休息中心内无限期休眠，于是重返设施。在重返期间，他不幸被炮塔射中大腿，受了重伤。在漫画的最后，他爬进入了休眠设备，生死未卜。
《传送门2》暗示他可能已经从低温休眠状态中醒来，继续到处涂鸦和留下暗示。在游戏的最后一处鼠人房间，玩家可以听到鼠人的叫声。虽然是胡乱的叫喊声，但是玩家有可能听到一些特定的词语，例如“Look at me Chell”。
在《传送门》中，有一处涂鸦上面写着“the cake is a lie”，这句话成为了网络迷因。
因為《传送门》和《樂高次元(Lego Dimensions)》合作，所以道格也隨即在外購關卡中以樂高人偶現身，道格只會在破裂的天花板、牆壁、出口中閃現，是並不能獲得的角色。是此角色在遊戲中首次露面。

### 卡夫·強森
卡夫·强森（英語：Cave Johnson）是科技公司光圈科学的创始人和CEO。在《传送门2》中由J.K. Simmons作为配音演员。他未真正露面，而是通过预先录制好的录音与玩家交互。
通过游戏中的信息，可以判断卡夫·强森嫉妒竞争对手黑色高地，对此感到沮丧并逐渐失去理智。后来因月球岩石中毒而去世。

### 卡洛琳
卡洛琳（英語：Caroline）是《传送门2》中的一个人物，由Ellen McLain配音。从玩家听到的预录的录音中可以判断，她是卡夫·强森的个人助理。卡夫·强森因月球岩石中毒而身体恶化之后，希望能将自己大脑存入电脑中。但是他担心无法活到研究成功的那一天，便下令将卡洛琳放入电脑中。卡洛琳最终成为GLaDOS的人格核心。在《传送门2》的后半部分，GLaDOS被放入馬鈴薯中，使得她逐渐回想起Caroline的人格，并且与雪儿合作，一起打败惠特利。在胜利之后，GLaDOS感谢了卡洛琳的人格，随后便将其删除。
在游戏的早期开发过程中，Valve建立了一个名为“Greg”的角色，但是他们没有聘请新的配音演员，而是节约开支，重新让艾伦·麦克莱恩（GLaDOS的配音演员）配音，并建立了角色卡洛琳。开发者由此想到一个主意——将卡洛琳的人格与GLaDOS捆绑，于是在《传送门2》设计了GLaDOS的故事：GLaDOS发现了自己曾为人类的过去，利用它获得了成功，然后就马上把它删除了。

## 人格核心
光圈科学人格核心（英語：Aperture Science Personality Constructs）或“人格核心”，是光圈科学创造的具有独立人格的机器人。负责运作整个设施的中央主机也是人格核心。中央主机可以附加、移除和更换人格核心。在《传送门》和《传送门2》的前半段，GLaDOS在中央主机中，而《传送门2》的后半段，处于中央主机中的人格核心是惠特利。

### GLaDOS
GLaDOS是“Genetic Lifeform and Disk Operating System”（基因生命体和磁盘操作系统）的简称，游戏中由艾伦·麦克莱恩配音。她控制着光圈科技的设施，并且是《传送门》中邪恶的主要对手。
在《传送门》中，她唤醒了玩家，引导玩家进行测试。在测试进行的过程中，她开始欺骗玩家，甚至在最后尝试杀死玩家。但是玩家成功逃脱，并将其摧毁。在《传送门2》中，惠特利意外将其唤醒。在GLaDOS与玩家未正式开始测试的时候，GLaDOS提到内部有黑盒子，所以可以无限重启并分析被摧毁时的状态。
后来惠特利成功说服玩家，进行核心转移，用自己代替GLaDOS，而GLaDOS被制成一个馬鈴薯电池（PotatOS）。在玩家和GLaDOS在光圈科学的早期设施中的时候，GLaDOS与玩家合作，重返现代化实验室。在光圈科学设施被没有逻辑能力的惠特利毁灭之前，她们成功地进行了核心转移。

### 惠特利
惠特利 (英語：Wheatley) 是GLaDOS的一个人格核心，并从其上面分离下来而独立活动，在《传送门2》中出现，由斯蒂芬·默切特配音。一开始他试图帮助雪儿离开设施，但是意外唤醒了GLaDOS。最终，惠特利帮助雪儿逃出GLaDOS的实验室，启动了核心转移程序，代替GLaDOS成为中央主机，接管了整个设施。但是他背叛了雪儿，将雪儿和被制成馬鈴薯电池的GLaDOS送入深渊。在雪儿和GLaDOS下坠的过程中，GLaDOS告诉雪儿，惠特利“他不是个普通的白痴。他是一部由一代最了不起的聪明人共同合作的杰作。这些聪明人目的是创造曾经活着的最蠢的白痴”，“工程师试尽了所有办法让我……运转，让我慢下来”。
在雪儿和GLaDOS重返现代实验室之后，惠特利想方设法“测试”她们，并且在发现ATLAS和P-body之后下决心将她们杀死。由于惠特利没有逻辑思维能力（例如无法理解悖论），很快就导致光圈科学设施出现故障，并且惠特利决定不顾故障而继续实验。在设施被毁之前，雪儿和GLaDOS来到了惠特利所在的“巢穴”，成功进行核心转移，GLaDOS重新取代了惠特利。而惠特利被抛到太空中，无法返回地球。惠特利在太空中表达了对雪儿的歉意，但为时已晚。

### 人格核心
人格核心（英語：Personality Cores）是便携的、自供电的、球形的人工智能体，有一个眼睛和两个手柄。惠特利就是一个人格核心。它们由光圈科学设计制造，在设计之时就被模块化，以便于增加GLaDOS的功能，提高其能力。后来科学家发现GLaDOS有释放神经毒素危害人类的倾向，便研究出了“人工智能抑制技术”。该技术可以在GLaDOS内心产生良知，抑制其“不道德的”程序。人格核心在《传送门》和《传送门2》中均有出现。
在《传送门》中，雪儿把装在GLaDOS身上的核心全部拆了下来，扔到了焚化炉中，使得GLaDOS出现故障，最终导致GLaDOS被摧毁，而雪儿也因此被抛出了研究设施。这些被摧毁的核心包括：
- 倫理核心（英語：Morality Core）：因为GLaDOS多次打算释放神经毒素，科学家设计出了倫理核心，旨在阻止GLaDOS这样做。在雪儿刚进入实验室时，倫理核心从GLaDOS身上掉了下来。伦理核心不说话，也不发出声音。
- 好奇思想核心（英語：Curiosity Core）：好奇思想核心使GLaDOS注视雪儿的一举一动，而不是杀了她。在核心被拆下来的时候，它会不时地向雪儿问问题。
- 数字计算核心（英語：Intelligence Core）：始终念诵蛋糕配方，包括食物成分和非食物成分，以及它们的含量。此蛋糕是GLaDOS提出的在雪儿完成测试之后的奖励。
- 愤怒思想核心（英語：Anger Core）：愤怒思想核心不说话，只产生愤怒的咆哮声。

此外，在《传送门》游戏结束时，玩家可以看到一个屋子，正中间是蛋糕，而周围有多个依次点亮的人格核心。
在《传送门2》中，在惠特利接管设施之后，GLaDOS提议在惠特利身上安装“损坏的”核心，使得系统认为他的核心已经损坏，从而触发核心转移，使GLaDOS重返中央主机。这三个“损坏的”核心包括：
- 太空核心（英語：Space Core）：它十分渴望进入太空，而且积极地向玩家描述进入太空之后的设想。在惠特利将要被吸入太空的时候，它也跟着进入了太空。后来，有一个与传送门无关的游戏《上古卷轴V：天际》中出现了一个游戏模组，由Valve制作，名字也叫做“Space Core”。其中，太空核心从天上掉了下来，玩家可以将其拾起并作为一个道具使用。
- 冒险核心（英語：Adventure Core，自称Rick）：认为自己是一个男主角，应该带领玩家去开始新的冒险。
- 真相核心（英語：Fact Core）：会随机说出一些“事实”，不过其中更多的是荒谬的、无法考证的内容。

这三个核心由Nolan North配音。他也是已损坏炮塔的配音演员。

### ATLAS和P-body
ATLAS和P-body是《传送门2》合作模式的两个主角。它们两个是机器人，只能发出叫声。它们两个拥有自己的传送门枪，产生的传送门的颜色与其自身颜色一致（ATLAS产生的传送门是蓝色和紫色，P-body产生的传送门是黄色和红色）。在一次采访中，开发者确认他们给这两个机器人设定了性别，其中ATLAS为雄性，P-body为雌性。
在合作模式游戏中，GLaDOS把它们叫做“蓝队”和“橙队”，反复强调这种说法，并尝试挑拨它们之间的关系，例如只夸奖其中一个机器人而故意忽略另外一个，或者单独贬低和嘲笑其中一个机器人。GLaDOS将它们两个送到四个区域以获取数字光盘。一旦光盘播放完毕，GLaDOS就将它们两个爆破，并告诉它们这是离开那些地方的唯一办法。随后，GLaDOS命令它们到一个地方找回一个“秘密”。它们开始寻找，直到最后，它们找到了成百上千到测试对象，然后GLaDOS宣布：“你们拯救了科学”。ATLAS和P-body刚要开始庆祝，就又被GLaDOS爆破了。
在DLC关卡“同侪评审”中，ATLAS和P-body于合作模式剧情结束的一星期之后被GLaDOS唤醒，GLaDOS说她用完了所有的测试对象，打算把ATLAS和P-body培养成“杀人机器”，并将其送到原型中央控制室，以找到设施出现问题的原因。最终它们发现所谓的“破坏”其实是一只鸟在啄控制台的键盘。这只鸟使GLaDOS陷入了恐慌，因为GLaDOS认为在自己变成馬鈴薯的时候，就是这只鸟想要吃掉它。ATLAS和P-body设法把鸟赶走，然而它们注意到这只鸟留下了三个鸟蛋。GLaDOS命令它们将鸟蛋砸碎，不过在动手之前，GLaDOS改变了自己的主意——把鸟蛋带到自己的房间，帮助它们孵化，好将其培养成自己的小“杀人机器”。
按照GLaDOS的说法，ATLAS和P-body最初是为了协作测试协议而创造的，打算在送雪儿离开设施之后投入使用，同时取消人类测试对象。但是GLaDOS一直没有机会使用它们，结果这两个机器人在《传送门2》单人模式剧情中被惠特利发现，于是惠特利决定杀掉雪儿和GLaDOS，使用机器人代替她们进行测试。它们两个在GLaDOS准备送雪儿离开设施的时候露了一面。
在游戏开发之初，合作模式的两个主角是两个人类，一个是雪儿，另一个叫做梅尔（英語：Mel）。在游戏测试过程中，开发者发现，在合作模式中玩家很容易死掉，因此开发者将人类换成了两个可以无限次重生的机器人。在更换成机器人后，ATLAS和P-body起初看起来更像Westworld。后来进行了一些修改，变成了现在的样子。

## 测试材料

### 重量存储同伴方块
重量存储同伴方块（英語：Weighted Companion Cubes），又称“同伴方块”，是光圈科学重量存储方块的变体。与普通方块不同的是，它的上面画有一个粉色的心形，而不是普通方块的光圈标志。
在《传送门》的实验室17里，GLaDOS给雪儿一个同伴方块，并告诉她，方块是她测试期间的忠实伙伴，必须好好使用才能通过测试。然而，在离开实验室之前，雪儿被要求将同伴方块投入焚化炉，然后才能继续测试。在游戏测试期间，开发者发现，如果允许玩家将同伴方块带走，将给后面的游戏带来不可预料的结果，因此采取了这种设计。在游戏结束的时候也能看到一个同伴方块，它被放在蛋糕的旁边。
在《传送门2》中同伴方块被重新设计，于GLaDOS的实验室7中出现。GLaDOS“嘘”（分解）了前两个方块。GLaDOS告诉雪儿，这个实验室的物质分解格网损坏了（即可以带方块离开实验室），可以把同伴方块带走，不过如果玩家照做，GLaDOS会在玩家到电梯门之前把方块分解。在游戏结束的时候，当雪儿刚刚离开光圈科学设施的时候，身后弹出了一个被烧焦的同伴方块，很可能是前作中的那个方块。
在传送门漫画《Portal 2: Lab Rat》中，同伴方块多次出现，“鼠人”与一个假象的同伴方块为伴，那个方块甚至能够对他说话。
此外，同伴方块也成为一个网络迷因。

### 机枪炮塔
光圈科学机枪炮塔（英語：Aperture Science Sentry Turrets）是制作精致、体型瘦长、拥有三条腿的炮塔。她们使用激光瞄准，当玩家进入其射程和视线之内，她们就会锁定玩家，打开身体两侧，露出机枪并向玩家射击。炮塔射速很快，玩家若不及时躲避，很快就会死亡。如果玩家把她们推倒，她们就会因发生错误而停止工作，即使再被扶起来也不会启动。在《传送门2》中，玩家也可以使用折射方块来改变激光的方向，使激光射向炮塔身体上，这时炮塔就会燃烧并很快爆炸。玩家也可以通过传送门枪在机枪炮塔前面放置强光桥，这样机枪炮塔就无法发现躲在强光桥后面的玩家。
炮塔由艾伦·麦克莱恩配音。炮塔说话音调较高，风格较萌，并且说话比较谦逊。例如，玩家离开她们的视野，她们会说“Are you still there?”；如果玩家将其推倒，她们会发生错误，然后说“I don't blame you”或“No hard feelings”等。游戏宣传片中提到炮塔被设计成多种颜色，便于与实际环境相配合，例如迷彩，虽然实际游戏中只有一种纯白色的炮塔。宣传片中还提到，炮塔的子弹由弹簧发射，而且炮塔内部也装有人格核心。
在《传送门2》中，玩家在经过炮塔生产线的时候，可以看到炮塔的生产和组装过程。而且，炮塔在组装之后就被立即打包，而检验产品时又要拆掉包装，这给光圈科学带来了数百万美元的经济损失。
游戏中有一种叫做“故障炮塔”（英語：Defective Turrets）的炮塔，由Nolan North配音，说话带布鲁克林区口音，有一种男子汉的感觉，然而它们即使遇到目标也从来没有真正开过火。它们无法看到目标，没有子弹，或者无法射出子弹，产生卡住的声音。正常的炮塔其身体是竖直放置的，但有些故障炮塔被错误地制造成身体水平放置的。惠特利把它们叫做Crap Turrets。当惠特利带领雪儿切断炮塔生产线的时候，雪儿在生产模板中取出了正常炮塔，然而生产系统内存中有炮塔模板的备份，于是雪儿找到了故障炮塔，将其放入生产模板中，导致炮塔生产线的产品全部变成了故障炮塔。
在惠特利接管光圈实验室之后，惠特利将其改名为惠特利实验室，并创造了另一种方块——炮塔方块（英語：Frankenturret）。炮塔方块由一个重量存储方块和两个炮塔拼凑而成。惠特利希望这些方块能够自行走到按钮上面，但是这些失败品只会漫无目的地乱走。炮塔方块不会说话，只会发出叫声。它们身上的机枪已经被去除，因此无法向玩家射击。在游戏中，当GLaDOS使用悖论打击惠特利时，实验室内所有炮塔方块都发生短路并损坏，而惠特利因为没有逻辑思维能力所以安然无恙。
游戏中还有三个独一无二的炮塔：
- 神谕机枪塔（英語：Oracle Turret）：这是《传送门2》的一个彩蛋。對玩家是友好的，所以不會對玩家發射子彈。第一次遇見玩家被卡在輸送管裡，玩家無法接觸，惠特利也告訴玩家忽略她，第二次是在玩家走到缺陷炮塔的传送带上面时，会出现一个说“I'm different”的炮塔，如果玩家将其拾起，她会说“Thank you”，然后说出部分在之后发生的游戏剧情，例如GLaDOS的真实身份。
- 动物之王（英語：Animal King）：这个炮塔一身豹纹，在大屏幕中名为“Animal Takeover”的视频中出现。在游戏结束，玩家看到众多炮塔送行的时候，可以看到最里面那个巨大的炮塔就是动物之王。
- 第三个炮塔在另一个彩蛋中出现，其体态较胖。在一些實驗室可看見。在游戏结尾炮塔送别的时候它也在那些炮塔之中。

Valve曾在Facebook上发布了一段视频：在Valve总部的办公室中，有一个与游戏中设计相同的真实“炮塔”。该“炮塔”由Weta Workshop制作，拥有和游戏中相同的音效，但不会发射子弹。